# Sergio Peter
Sergio Mario Peter (Mannheim, Alemania, 12 de octubre de 1986), futbolista alemán. Juega de volante y su actual equipo es el Sparta de Praga de la Gambrinus Liga de la República Checa. 

## Clubes
| Club             | País            | Año       |
| ---------------- | --------------- | --------- |
| Círculo Brujas   | Bélgica         | 2005      |
| Blackburn Rovers | Inglaterra      | 2005-2008 |
| Sparta de Praga  | República Checa | 2009-     |

- Datos: Q819867